# Brodetto alla vastese
Il brodetto alla vastese (in vastese: lu vrudatte) è un brodetto di pesce tipico della zona di Vasto.

## Caratteristiche
A differenza degli altri brodetti di pesce tipici dell'Adriatico, nel brodetto di Vasto non vengono utilizzati soffritti, né aggiunti acqua, brodo o aceto, rendendo la preparazione più semplice.
Un'ulteriore differenza è che il pesce viene cucinato intero e non a pezzi (tranne alcune tipologie che devono necessariamente essere tranciate, ma solo per motivi di spazio), e in nessun caso vengono aggiunte patate.
È abitudine portare in tavola separatamente del pane tostato, in alcuni casi aromatizzato con semplice olio extravergine d'oliva o con aglio strofinatovi sopra.
Altra usanza è quella di servire della pasta semplicemente lessa con il brodetto per condirla poi con il sugo presente nel tegame di terracotta.

## Storia
Il brodetto alla vastese nasce nel XIX secolo con l'arrivo nelle cucine del pomodoro, importato dalle Americhe.

## Gli ingredienti
Con il passare degli anni, al pesce iniziale si sono aggiunti pesci di maggior pregio quali gli scampi, i gamberi o le sogliole, ma la sostanza del piatto è rimasta sempre la stessa.
Sono considerati indispensabili i pesci tipici di scoglio, lo scorfano, la tracina, il testone, la lucerna, la panocchia, la seppia e la triglia, ai quali si aggiungono altri pesci e molluschi, il nasello, il palombo, la razza, i calamari ed altri pesci a seconda della stagione.
Al pesce si affiancano pomodoro fresco maturo, peperone dolce, peperoncino piccante, prezzemolo e aglio.
È fondamentale che venga preparato in un tegame  in terracotta, di grandezza adeguata..